# Ranunculus hamatosetosus
Ranunculus hamatosetosus är en ranunkelväxtart som beskrevs av Hj. Eichl.. Ranunculus hamatosetosus ingår i släktet ranunkler, och familjen ranunkelväxter. Inga underarter finns listade i Catalogue of Life.